# Myrcia calycampa
Myrcia calycampa är en myrtenväxtart som beskrevs av Gerda Jane Hillegonda Amshoff. Myrcia calycampa ingår i släktet Myrcia och familjen myrtenväxter. Inga underarter finns listade i Catalogue of Life.